# Thionia acuta
Thionia acuta är en insektsart som beskrevs av Doering 1941. Thionia acuta ingår i släktet Thionia och familjen sköldstritar. Inga underarter finns listade i Catalogue of Life.